# Flemming Woldbye
Søren Flemming Woldbye (født 25. december 1926 i København, død 12. februar 2010) var en dansk kemiker og rektor for Danmarks Tekniske Universitet i årene 1975 til 1977.
Woldbye blev student fra Gentofte Statsskole i 1945 og begyndte kemistudiet ved Københavns Universitet. Studiet blev afbrudt af værnepligt, som endte i en grad som sekondløjtnant i Hæren 1947.
Woldbye fik sin magistergrad i kemi 1953, var dernæst på studieophold ved Illinois Institute of Technology 1953-54, blev amanuensis ved Kemisk Laboratorium A, Danmarks Tekniske Højskole 1954 og blev lektor og afdelingsleder sammesteds 1960. Han var Visiting Scholar ved Bell Telephone Laboratories, New Jersey 1962-63, professor i kemi ved Danmarks Tekniske Højskole fra 1967, højskolens prorektor 1974, blev dr.phil. 1969 og rektor 1975.
Woldbye var Kommandør af Dannebrogordenen, medlem af bestyrelsen for Selskabet for analytisk Kemi 1956-59 og for Acta Chemica Scandinavica 1965, af biblioteksudvalget for Danmarks tekniske bibliotek 1966. Medlem af Akademiet for de Tekniske Videnskaber og Danmarks Naturvidenskabelige Samfund 1971, medlem af statens teknisk videnskabelige fond 1972, -forskningsråd 1973. Formand for Kemisk Forening fra 1973.